# Ferdinand Peck
Pour les articles homonymes, voir Peck.
Ferdinand Wythe Peck (1848-1924) est un homme d'affaires et philanthrope de Chicago, en Illinois, surtout connu pour avoir financé l'Auditorium Building de Chicago.

## Jeunesse
Il est le plus jeune fils de Mary Kent Peck et de Phillip F.W. Peck. La famille quitte Rhode Island pour Chicago dans les années 1830 et fait fortune dans l'immobilier. À la mort de leur père, Peck et ses frères reprennent la fortune familiale et font bientôt partie des familles les plus riches de Chicago.
Il fait ses études à l'université de Chicago, étudie le droit à l'Union College of Law (en) et est admis au barreau en 1869.
Ferdinand a le sens du civisme et participe à de nombreux projets dans la ville. Il est l'un des membres fondateurs de l'Illinois humane society et siège au conseil de l'éducation de la ville. Il est également un mécène, particulièrement soucieux de mettre le grand art à la portée des classes populaires. À cette fin, il organise le Chicago Grand Opera Festival en 1885.
De ce festival est né le désir d'une expression plus permanente de ses idéaux. Peu après le massacre de Haymarket Square, il commence à planifier sérieusement ce qui va devenir l'Auditorium Building.

## Auditorium Building
Pour concrétiser son idée, Peck engage les architectes Dankmar Adler et Louis Sullivan, qui ont déjà travaillé pour lui afin de préparer l'espace pour le Grand Opera Festival. Peck fournit une grande partie du financement et de la vision centrale du bâtiment, et la conception finale reflète ses idées ainsi que celles des architectes.
Peck est commissaire général pour les États-Unis à l'exposition universelle de 1900, à Paris.

## Mort et héritage
Il décède à Chicago le 4 novembre 1924 et est enterré au cimetière de Rosehill.
Une école primaire du sud-ouest de Chicago, située au 3826 West 58th Street, porte actuellement son nom.

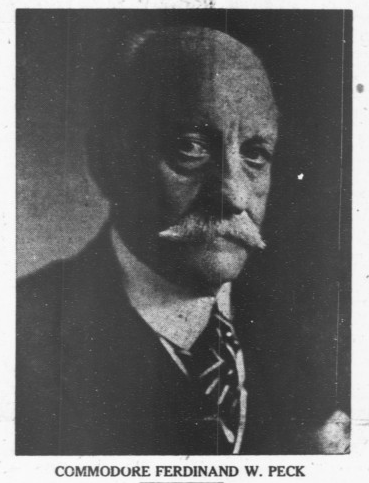
Ferdinand Peck en décembre 1921